# Boyacá Chicó
Boyacá Chicó Fútbol Club is een Colombiaanse voetbalclub uit Tunja. De club werd opgericht op 26 maart 2002 in Bogota onder de naam Bogotá Chicó Fútbol Club. De naam Chicó verwijst naar de wijk in Bogota waar de club werd opgericht. Na twee seizoenen in de serie-B wist de club in het seizoen 2003-II promotie af te dwingen naar de Copa Mustang, de hoogste Colombiaanse voetbaldivisie. Na één seizoen op het hoogste niveau verhuisde de club naar Tunja, in het departement Boyacá en werd de naam veranderd in Boyacá Chicó Fútbol Club.
De club werd in 2008 kampioen van Colombia. In 2018 degradeerde de club. 

## Erelijst
- Copa Mustang (1)

2008-I
- Categoría Primera B (1)

2002

## Stadion
Boyacá Chicó speelt zijn thuiswedstrijden in het Estadio de la Independencia. Dit stadion werd in de jaren vijftig gebouwd en in 2000 geremodelleerd. Er passen 8.500 toeschouwers in het stadion.